# Аран (Дагестан)
Аран (рут. Вахый) — село в Рутульском районе Дагестана. Входит в Ихрекское сельское поселение.

## Географическое положение
Расположено в долине реки Кара-Самур, в 21 км северо-западнее районного центра села Рутул.

## История
По данным топографических карт 1980-х годов выпуска, на месте Арана отмечен отдаленный квартал села Ихрек.
Указом ПВС РСФСР от 05.07.1988 г. утверждено наименование населённого пункта, возникшего на территории Ихрекского сельсовета Рутульского района — селение Аран.

## Население
| 2002 | 2010 | 2021 |
| ---- | ---- | ---- |
| 333  | ↗365 | ↗584 |

Моноэтническое рутульское село.